# December Bride
December Bride (bra A Noiva de Dezembro ou A Noiva do Inverno) é um filme de drama irlandês de 1991, dirigido por Thaddeus O'Sullivan, com roteiro de David Rudkin baseado no romance homônimo de Sam Hanna Bell. 
Em 1990, o filme ganhou um prêmio especial dos Prêmios do Cinema Europeu.
No Brasil, o filme estreou em 1991 na 3.ª Mostra Estação, nos cinemas do Rio de Janeiro, com o título A Noiva de Dezembro. No ano seguinte, já em circuito comercial, foi rebatizado como A Noiva do Inverno.

## Sinopse
Escandalizada com o triângulo amoroso entre uma camponesa e dois herdeiros de uma fazenda, a conservadora comunidade presbiteriana local obriga a moça a escolher entre eles.